# ويليام بينيت (موسيقي)
ويليام بينيت (بالإنجليزية: William Bennett)‏ هو معلم موسيقى وموسيقي بريطاني، ولد في 7 فبراير 1936 في لندن في المملكة المتحدة.

## وصلات خارجية
- الموقع الرسمي
- ويليام بينيت على موقع IMDb (الإنجليزية)
- ويليام بينيت على موقع ميوزك برينز (الإنجليزية)
- ويليام بينيت على موقع أول ميوزيك (الإنجليزية)
- ويليام بينيت على موقع ديسكوغز (الإنجليزية)